# Ben Gleib
Ben Nathan Gleiberman (nacido el 18 de junio de 1978), conocido profesionalmente como Ben Gleib , es un actor, comediante, satírico y escritor estadounidense.  Fue llamado por Esquire, uno de "los seis comediantes que podrían ser las próximas grandes cosas de la comedia" y parte de "una cosecha extraordinaria de cómicos brillantes de nueva creación".  Gleib también fue nombrado por TBS uno de los "cómicos más divertidos que trabajan actualmente".
Su especial de una hora "Ben Gleib - Neurotic Gangster", que debutó en Showtime, se emitió en Amazon Prime.

## Vida y carrera
Gleib fue un invitado a la mesa redonda del programa de entrevistas de late night de Chelsea Lately ha estado apareciendo en el programa desde enero de 2008.  Es un invitado frecuente en KPCC (afiliado de NPR del sur de California) en el Programa Patt Morrison, lo que le da un giro cómico a los problemas políticos.  También informó para KPCC en vivo de la Convención Nacional Republicana de 2008 en St. Paul, Minnesota . 
Actuó en la serie de NBC The Real Wedding Crashers , una comedia en horario de máxima audiencia que se transmitió en la red los lunes a las 10 de la noche, con el programa Heroes como protagonista.  El programa también se transmitió en Bravo y Style Network.
En 2009, realizó su standup en Last Call de NBC con Carson Daly , y en 2008 Gleib apareció en el programa de competición de NBC Last Comic Standing .  Se le conoce por cubrir una amplia gama de temas en su acto y sus habilidades de improvisación, que a menudo compone grandes secciones de su desempeño en función de las interacciones con la multitud.  Una revisión reciente de su standup dijo: "Su persona ha evolucionado a un nivel satírico ... su acto está cargado de material que paga cada vez".
En 2006, vendió un piloto llamado The Gleib Show a Fox , producido por el creador de Saturday Night Live , Lorne Michaels , Broadway Video, y NBC / Universal.  Este programa se basó en un programa de televisión que Gleib dirigió, escribió y protagonizó durante tres temporadas en National Lampoon College Network desde 2003 hasta 2005 que se transmitió a los campus universitarios de todo el país; Fue consistentemente el show número uno de la red.  También fue escrito y producido por Scot Richardson.  El programa se basó en un programa del mismo título que Gleib realizó durante cuatro años durante su etapa como estudiante universitario en la Universidad de California, San Diego.En la UCSD estudió comunicaciones y teatro y se graduó en el Programa de tesis de honores. 
Gleib aparece en un papel secundario en el largometraje Bar Starz , que tuvo un estreno teatral limitado.  La película también contó con Charlie Murphy , Daniel Franceze, Derek Waters, Jon Bernthal y Nikki Griffin.  Gleib es una de las estrellas de la película de dibujos animados super groovy de Kevin Smith, Jay Silent Bob , es la voz del perezoso en "Ice Age: Continental Drift" (la película animada número 2 de todos los tiempos a nivel internacional) y voces Dali en "El libro de la vida", protagonizada por Channing Tatum.  Su voz también han aparecido en "Phineas y Ferb" y en la serie de YouTube "The Melvin Bros".
Además, Gleib ha actuado en The Late Late Show en CBS y en Vancouver C veral pods para Current TV, y en 2002 escribió los "Radio Music Awards" para ABC. 
Desde noviembre de 2011, Gleib ha presentado el podcast Last Week on Earth con Ben Gleib , distribuido a través de Smodco Podcast Network de Kevin Smith.
Ha sido copresentador invitado durante una semana para ABC News digital, de la sede mundial de ABC News en Nueva York, y realizó la cobertura de la noche de las elecciones 2016 para ellos.  Ha sido colaborador habitual de CNN, "The Young Turks" y NPR, ganando un Golden Mic Award por su trabajo en Southern California NPR "Patt Morrison's Comedy Congress".  En 2017, fue uno de los presentadores del programa de noticias de impacto social "ASPIREist" en Headline News de CNN.
Actualmente es anfitrión de Idiotest , un programa de juegos en Game Show Network .